# بابلو غلاداميس
بابلو غلاداميس (بالإسبانية: Pablo Galdames)‏ (26 يونيو 1974 بسانتياغو في تشيلي - ) هو مدرب كرة قدم ولاعب كرة قدم تشيلي في مركز الوسط. شارك مع منتخب تشيلي لكرة القدم. أما مع النوادي، فقد لعب مع أمريكا دي كالي وانيستتوتو وكروز آزول وكيلمس ونادي أونيفرسيداد دي تشيلي ونادي راسينغ ويونيون إسبانيولا وتيبورونيس روخوس دي فيراكروز.

## وصلات خارجية
- بابلو غلاداميس على موقع قاعدة بيانات كرة القدم.إي يو (الإنجليزية)
- بابلو غلاداميس على موقع ناشيونال فوتبول تيمز (الإنجليزية)
- بابلو غلاداميس على موقع عالم كرة القدم.نت (الإنجليزية)